# Samy-Oyame Mawene
Samy-Oyame Mawene (*Caen, Francia, 12 de noviembre de 1984), futbolista francés. Juega de volante y su primer equipo fue SM Caen.

## Clubes
| Club        | País                  | Año       |
| ----------- | --------------------- | --------- |
| SM Caen     | Bandera de Francia    | 2004-2006 |
| FC Millwall | Bandera de Inglaterra | 2006-     |

- Datos: Q5195469